# Pieve di Sant'Ippolito (Vernio)
La pieve di Sant'Ippolito si trova presso Vernio, nell'omonima frazione, in provincia di Prato.

## Storia e descrizione
La pieve è documentata dal 998, l'attuale chiesa è però frutto di una ricostruzione del XII secolo, con interventi più tardi. Il fianco sulla piazza principale conserva il paramento medievale in arenaria, il coro è secentesco, e si collega al robusto campanile a torre, con zona basamentale del XII secolo. Alla facciata medievale si appoggia un portico su pilastri che inglobano colonne cinque-secentesche.
L'interno, a navata unica coperta da capriate lignee, fu aggiornato nel XVIII secolo rifacendo porte, confessionali, fonte battesimale (1704), l'elegante altar maggiore (1706) e alcuni altari laterali. 
Nel primo altare destro è una tavola col Cristo deposto firmata e datata 1579 da Giovanni Bizzelli. La pala, eseguita per Sansonetto de' Bardi dall'allievo dell'Allori, ne richiama la composizione mossa e ricercata nel colore.
Il secondo, imponente altare di sinistra - del 1632 - con coronamento di gusto buontalentiano, ospita una Madonna del Rosario, buona opera di scuola fiorentina della seconda metà del Seicento.
In sacrestia è infine conservata una vivace tavola con l'Adorazione dei pastori (1503) del pratese Girolamo Ristori, ispirata ai toni narrativi del Ghirlandaio.

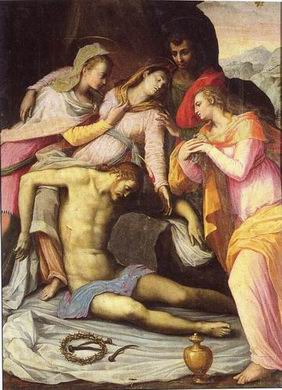
Giovanni Bizzelli, Cristo deposto
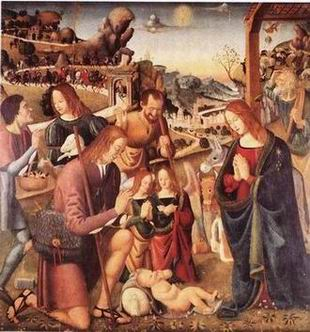
Girolamo Ristori, Adorazione dei pastori